# Meloboris
Meloboris is een geslacht van insecten uit de orde vliesvleugeligen (Hymenoptera) en de familie Ichneumonidae.

## Soorten
- M. alopha (Townes, 1970)
- M. alternans (Gravenhorst, 1829)
- M. basilaris (Provancher, 1875)
- M. benevola (Gahan, 1914)
- M. cingulata Horstmann, 2004
- M. collector (Thunberg, 1822)
- M. curticauda (Viereck, 1925)
- M. dimicatellae Horstmann, 2004
- M. fuscifemora (Graf, 1917)
- M. gracilis Holmgren, 1859
- M. helminda (Holmgren, 1868)
- M. insularis Horstmann, 1980
- M. islandica Hinz, 1969
- M. leucaniae Kusigemati, 1972
- M. longicauda Horstmann, 1980
- M. marginata (Provancher, 1874)
- M. moldavica (Constantineanu & Mustata, 1972)
- M. neglecta (Habermehl, 1923)
- M. oblonga (Viereck, 1925)
- M. orientalis Momoi, Kusigemati & Nakanishi, 1968
- M. proxima (Perkins, 1942)
- M. sidnica (Holmgren, 1868)
- M. temporalis (Szepligeti, 1916)
- M. unica (Viereck, 1926)
- M. xylostellae Kusigemati, 1993